# Synagogue Slat Lkahal
La Synagogue Slat Lkahal (hébreu בית כנסת צלאת לקהל) (arabe : كنيس صلاة القهال) est une synagogue située dans le quartier juif, le mellah de la médina de Essaouira.
Inaugurée en 1859, la synagogue a été construite à partir de 1850 grâce à des fonds récoltés par des membres de la communauté qui se mêlaient à la foule lors des cérémonies funéraires et demandaient l'aumône. 
"Slat Lkahal" qui signifie "Synagogue de la Communauté" est appelée aussi synagogue des pauvres et a servi d'établissement d'apprentissage de l'hébreu pour les enfants nécessiteux.
Menacée de ruine, la synagogue a été restaurée, comme son important hékhal en bois de facture livournaise, par l'association Slat Lkahal Mogador. La deuxième inauguration a eu lieu en 2017.